# Жулпа, Робертас Римантович
Робертас Римантович Жулпа (лит. Robertas Žulpa; 20 марта 1960, Вильнюс — 30 августа 2024 там же) — советский пловец, олимпийский чемпион, неоднократный чемпион Европы. Заслуженный мастер спорта СССР (1980).
Родился в 1960 году в Вильнюсе, тренировался в клубе Жальгирис. Тренировался у Бориса Зенова. В 1980 году на Олимпийских играх в Москве он завоевал золотую медаль на дистанции 200 м брассом.
В 1988 году эмигрировал в Италию.
Умер 30 августа 2024 года в возрасте 64 лет.